# Piper nudilimbum
Piper nudilimbum är en pepparväxtart som beskrevs av C. Dc.. Piper nudilimbum ingår i släktet Piper och familjen pepparväxter. Inga underarter finns listade i Catalogue of Life.